# 1451 Granö
1451 Granö là một tiểu hành tinh vành đai chính với chu kỳ quỹ đạo là 1194.1311242 ngày (3.27 năm).
Tiểu hành tinh được phát hiện ngày 22 tháng 2 năm 1938.